# Viktor Pančenko
Viktor Vjačeslavovič Pančenko, traslitterato anche come Viktor Panchenko (in russo Виктор Вячеславович Панченко?; Georgievsk, 28 maggio 1963), è un ex calciatore russo, di ruolo attaccante.

## Carriera
Fu capocannoniere del campionato russo nel 1993.